# German Open 1957
Die German Open 1957 im Badminton fanden vom 16. bis zum 17. März 1957 in Bonn statt. Es war die dritte Auflage des Turniers. Zu diesem Zeitpunkt waren die Meisterschaften auch unter dem Titel German International oder Internationale Meisterschaften von Deutschland bekannt.

## Austragungsort
- Hans-Riegel-Halle

## Sieger und Platzierte
| Disziplin    | Gold                      | Silber                          | Bronze                          |
| ------------ | ------------------------- | ------------------------------- | ------------------------------- |
| Herreneinzel | Eddy Choong               | Ferry Sonneville                | Bengt Albertsen                 |
| Herreneinzel | Eddy Choong               | Ferry Sonneville                | Arne Rasmussen                  |
| Dameneinzel  | Inger Kjærgaard           | Hanne Jensen                    | Barbara Carpenter               |
| Dameneinzel  | Inger Kjærgaard           | Hanne Jensen                    | Betty Newman                    |
| Herrendoppel | Eddy Choong David Choong  | Arne Rasmussen Ferry Sonneville | Erland Kops Bengt Albertsen     |
| Herrendoppel | Eddy Choong David Choong  | Arne Rasmussen Ferry Sonneville | Jürgen Koch Dieter Füllbeck     |
| Damendoppel  | Agnete Friis Hanne Jensen | Inger Kjærgaard Bitten Nielsen  | Irmgard Ehle Erna Wüsthoff      |
| Damendoppel  | Agnete Friis Hanne Jensen | Inger Kjærgaard Bitten Nielsen  | Luise Schmitz Barbara Carpenter |
| Mixed        | Erland Kops Agnete Friis  | Eddy Choong Barbara Carpenter   | Arne Rasmussen Hanne Jensen     |
| Mixed        | Erland Kops Agnete Friis  | Eddy Choong Barbara Carpenter   | Heinz Koch Hannelore Schmidt    |

## Finalergebnisse
| Disziplin    | Sieger                    | Finalist                        | Ergebnis          |
| ------------ | ------------------------- | ------------------------------- | ----------------- |
| Herreneinzel | Eddy Choong               | Ferry Sonneville                | 15–12, 15–12      |
| Dameneinzel  | Inger Kjærgaard           | Hanne Jensen                    | 11–4, 11–9        |
| Herrendoppel | Eddy Choong David Choong  | Arne Rasmussen Ferry Sonneville | 15-9, 17-18, 15-9 |
| Damendoppel  | Agnete Friis Hanne Jensen | Inger Kjærgaard Bitten Nielsen  | 18–14, 15–11      |
| Mixed        | Erland Kops Agnete Friis  | Eddy Choong Barbara Carpenter   | 15–6, 15–10       |